# ハンボルト郡 (ネバダ州)
ハンボルト郡（英: Humboldt County）は、アメリカ合衆国ネバダ州の郡である。人口は1万7285人（2020年） 。郡庁所在地はウィネマッカである。
ハンボルト郡は2000年に職務尋問による逮捕があった場所であり、その結果は「ヒーベル対ネバダ州第6司法地区裁判所事件」でアメリカ合衆国最高裁判所が、職務尋問はアメリカ合衆国憲法修正第4条に違背していないという判決を下した。

## 歴史
ハンボルト郡はネバダ州最古の郡であり、ユタ準州時代の1856年に創設された。1861年にネバダ準州が創設されたときの9郡の1つでもあった。郡名はジョン・C・フレモントがドイツ人自然科学者、旅行家、政治家だったフリードリヒ・ハインリヒ・アレクサンダー・フォン・フンボルト男爵に因んで名付けたハンボルト川の名前から採られた。フンボルト男爵自身はその名前が付けられたこの場所を見たことが無かった。1861年に郡ができたときの郡庁所在地は鉱山ブームに沸いた町のユニオンビル（現在はパーシング郡）であり、1873年に大陸横断鉄道が通っていたウィネマッカに移された。

## 地理
アメリカ合衆国国勢調査局に拠れば、郡域全面積は9,658平方マイル (25,014.1 km2)であり、このうち陸地は9,648平方マイル (24,988.2 km2)、水域は10平方マイル (2.59 km2)で水域率は0.10%である。
サンタローザ山脈が郡の東部を走っている。

### 隣接する郡
- エルコ郡 - 東
- ランダー郡 - 南東
- パーシング郡 - 南
- ワショー郡 - 西
- ハーニー郡 (オレゴン州) - 北
- マルヒュア郡 (オレゴン州) - 北
- オワイヒー郡 (アイダホ州) - 北東

### 国立保護地域
- ブラックロック砂漠・ハイロック・キャニオン移民の道国立保護地域（部分）
- ハンボルト国立の森（部分）
- シェルドン国立野生生物保護区（部分）

## 人口動態

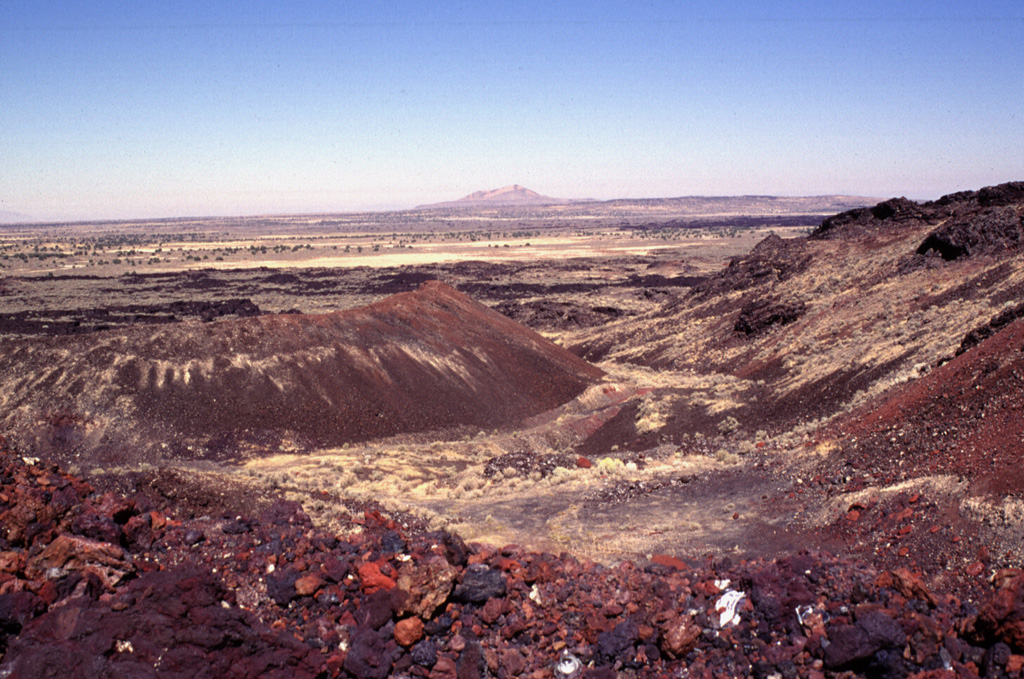
ブラックロック砂漠

以下は2000年国勢調査による人口統計データである。
| 基礎データ - 人口: 16,106人 - 世帯数: 5,733 世帯 - 家族数: 4,133 家族 - 人口密度: 1人/km2（2人/mi2） - 住居数: 6,954軒 - 住居密度: 0軒/km5（1/mi2） 人種別人口構成 - 白人: 83.21% - アフリカン・アメリカン: 0.51% - ネイティブ・アメリカン: 4.02% - アジア人: 0.57% - 太平洋諸島系: 0.07% - その他の人種: 8.54% - 混血: 3.09% - ヒスパニック・ラテン系: 18.87% 年齢別人口構成 - 18歳未満: 31.4% - 18-24歳: 7.5% - 25-44歳: 31.2% - 45-64歳: 22.3% - 65歳以上: 7.5% - 年齢の中央値: 33歳 - 性比（女性100人あたり男性の人口） - 総人口: 110.3 - 18歳以上: 110.2 | 世帯と家族（対世帯数） - 18歳未満の子供がいる: 40.9% - 結婚・同居している夫婦: 59.6% - 未婚・離婚・死別女性が世帯主: 7.6% - 非家族世帯: 27.9% - 単身世帯: 22.8% - 65歳以上の老人1人暮らし: 6.3% - 平均構成人数 - 世帯: 2.77人 - 家族: 3.28人 収入と家計 - 収入の中央値 - 世帯: 47,147米ドル - 家族: 52,156米ドル - 性別 - 男性: 44,694米ドル - 女性: 25,917米ドル - 人口1人あたり収入: 19,539米ドル - 貧困線以下 - 対人口: 9.7% - 対家族数: 7.7% - 18歳未満: 10.4% - 65歳以上: 10.8% |

## 都市と町
ウィネマッカが郡内唯一の法人化された都市である。マクダーミットは唯一の国勢調査指定地域である。
その他未編入領域には以下の町がある。
- デニオ
- ゴルコンダ
- オロバダ
- パラダイスバレー
- ストーンハウス
- バルミー

## 教育
ハンボルト郡教育学区が郡内の公共教育を管轄している。